# Scottsdale (Arizona)
Scottsdale város az USA Arizona államában. Lakosainak száma 241 361 fő (2020. április 1.).

## Népesség
A település népességének változása:
| Lakosok száma | 244 250 | 217 385 | 241 361 |
|               | 2009    | 2010    | 2020    |